# زیغان
زیغان، روستایی از توابع بخش مرکزی شهرستان مهر در استان فارس ایران است.

## جمعیت
این روستا در دهستان ارودان قرار دارد و براساس سرشماری مرکز آمار ایران در سال ۱۳۸۵، جمعیت آن ۴۵۶ نفر (۱۰۰خانوار) بوده‌است.